# Budapest Challenger 1995
Il Budapest Challenger 1995 è stato un torneo di tennis facente parte della categoria ATP Challenger Series nell'ambito dell'ATP Challenger Series 1995. Il torneo si è giocato a Budapest in Ungheria dal 22 al 28 maggio 1995 su campi in terra rossa.

## Vincitori

### Singolare
Jiří Novák ha battuto in finale  Félix Mantilla con il punteggio di 6–1, 2–6, 6–2

### Doppio
Pablo Albano /  Hendrik Jan Davids hanno battuto in finale  Rikard Bergh /  Matt Lucena con il punteggio di 6–4, 6–4